# جون هيل (صناعي)
جون هيل (بالإنجليزية: John Hill)‏ هو صناعي أمريكي، ولد في 12 مارس 1824 في کوتبريج ‏ في المملكة المتحدة، وتوفي في 7 يونيو 1910.